# Wii MotionPlus
Wii MotionPlus је додатак за Wii Remote контролер, са уграђеним жироскопом, чија је намена да побољша како праћење комплексних покрета у простору, тако и праћење Wii Sensor Bar-а. Према наводима Нинтенда, овај додатак допуњује функционалност Wii Remote-а тако да праћење кретања уређаја по свих шест степени слободе у реалном времену постаје могуће. Ово значи да је покрете шаке, која држи уређај, могуће верно репродуковати у виртуелном простору.

## Прикључивање
се на  прикључује преко постојећег порта за проширења (енгл. Expansion Port). Како се не би онемогућавало да се на овако проширен Wii Remote прикључи неки други проширујући уређај, попут гитаре или нунчука (Nunchuk) сам Wii MotionPlus има уграђен порт за проширење, преко кога трећи прикључени уређај може комуницирати са Wii Remote-ом.
Додавање овог уређаја проширује укупну дужину Wii Remote-а за 4 центиметра.

## Жироскоп
Жироскоп уграђен у Wii MotionPlus је производ фирме InvenSense, и носи ознаку IDG-600 (в. спољашње везе за опширније информације). Ради се о жироскопу IDG-600са вибрирајућим елементима — у овом случају виљушкама — који је у стању да прати оријентацију уређаја око две међусобно нормалне осе.